# Pulverfabrik Rottweil

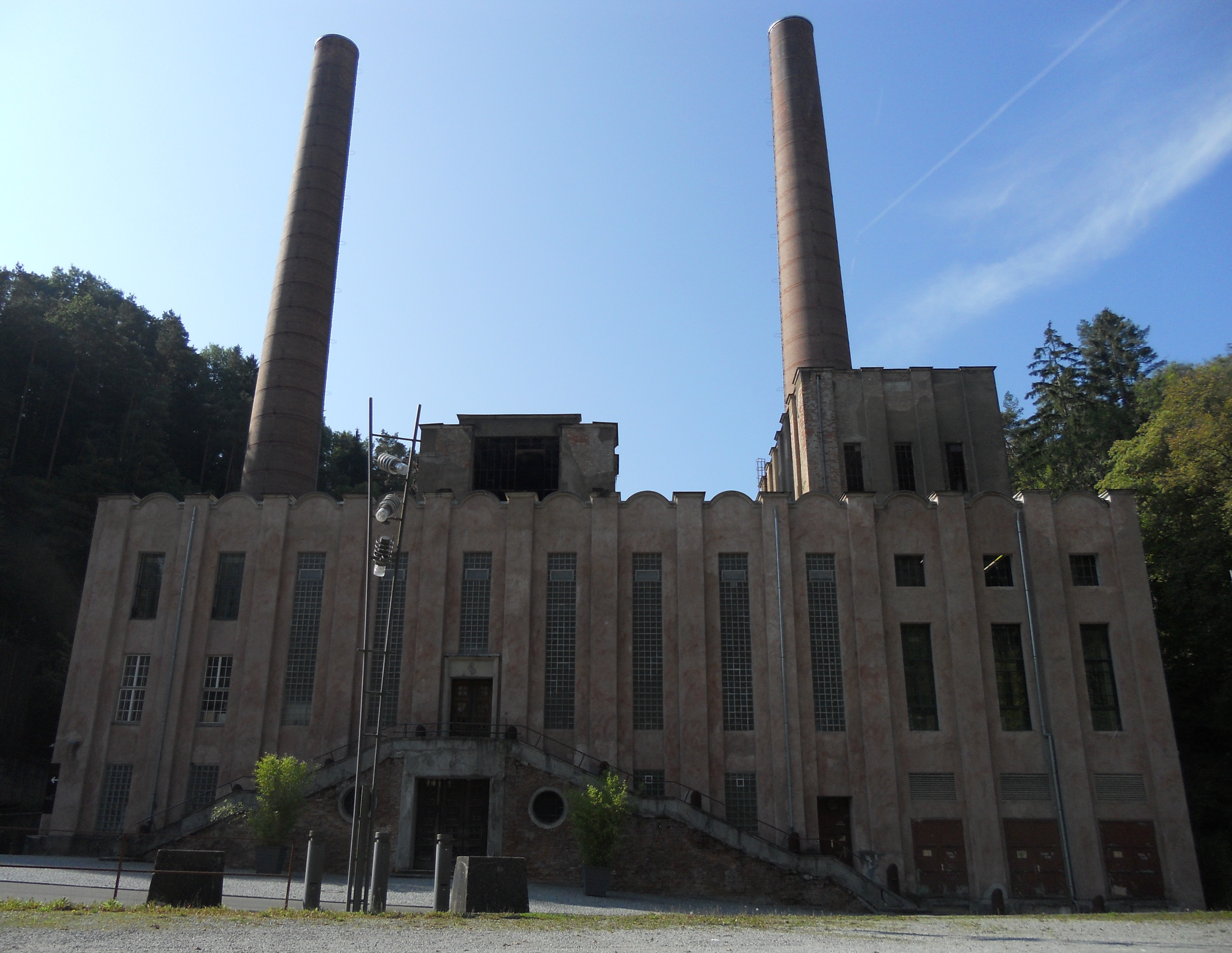
Ehemaliges Kraftwerk der Pulverfabrik Rottweil

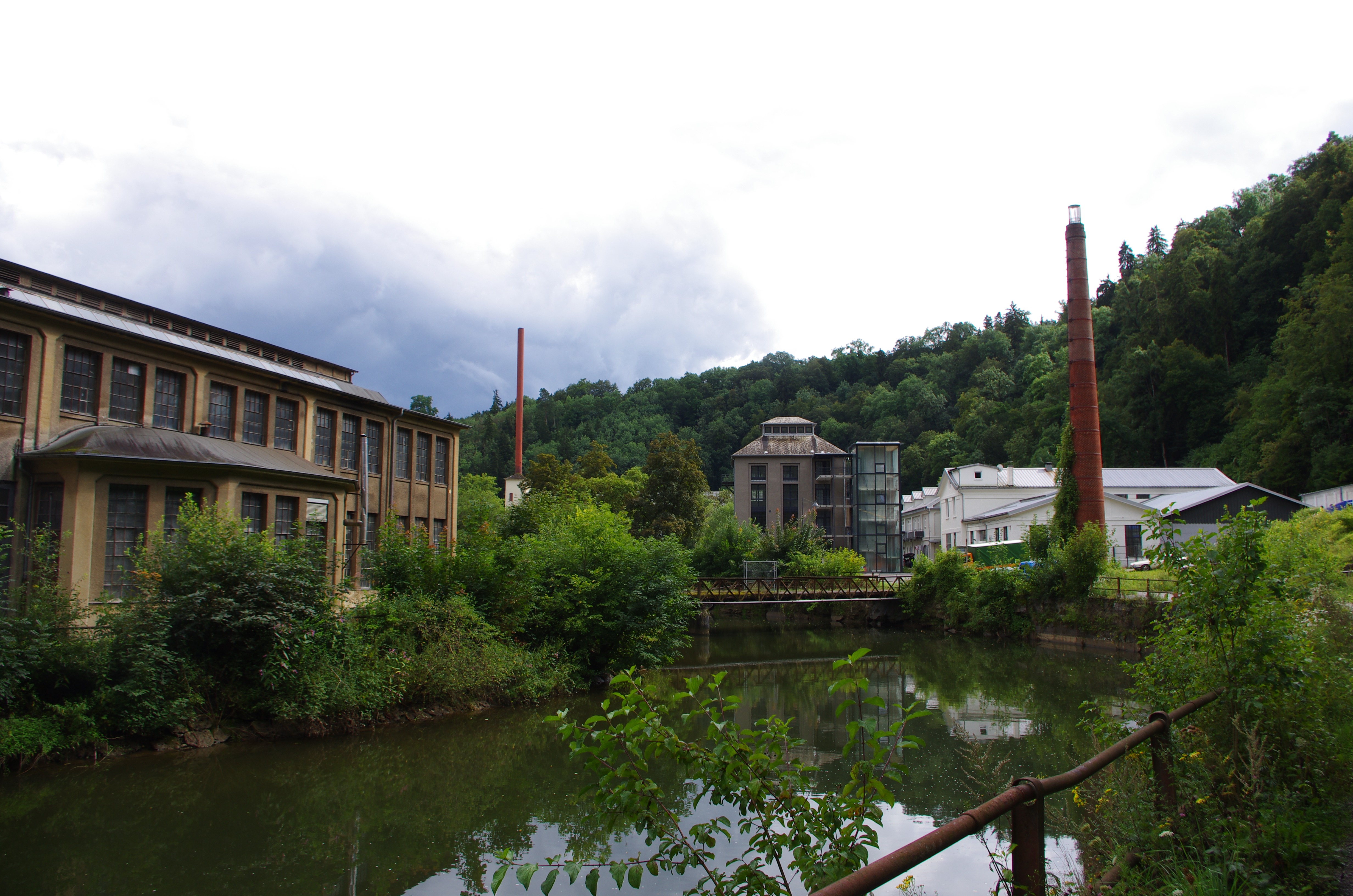
Blick über einen Teil der Pulverfabrik 2014

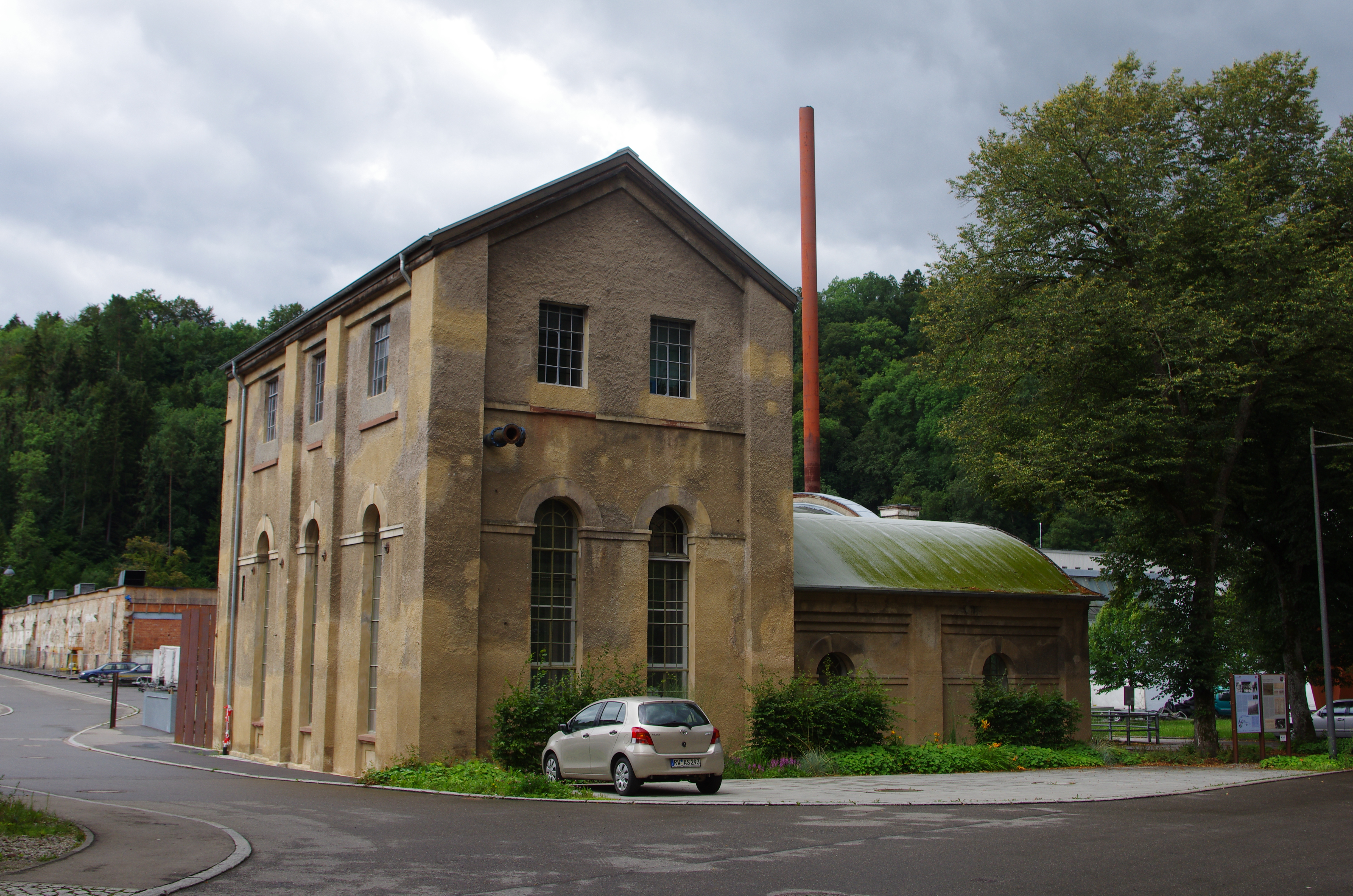
Ehemaliges Filter- und Pumpenhaus

Die Pulverfabrik Rottweil war ein bedeutendes Unternehmen in Rottweil, das vor allem Patronen für Jagd- und Kriegszwecke herstellte. Das Pulver wurde außerdem im Bergbau eingesetzt. Sie ging 1863 mit der Übernahme durch Max Duttenhofer aus einer Pulvermühle aus dem 15. Jahrhundert hervor.

## Geschichte
Vom 14. bis zum 16. Jahrhundert finden sich mehrere Erwähnungen von Pulverlieferungen aus Rottweil in die Schweiz – beginnend 1384 mit einem Pulvermacher namens Erhart von Rotwil.
1863 trat Max Duttenhofer in die Pulvermühle ein und heiratete die Tochter des Pulvermüllers Flaiz. Das von Duttenhofer 1882 entwickelte „braune prismatische Pulver“ beherrschte lange Zeit den Markt für schwere Geschütze und Schiffsartillerie. Mit der prismatisch geformten Körnung erreichte dieses Schwarzpulver ein bestimmtes Abbrandverhalten.
International bedeutsam wurde das Unternehmen durch das rauchschwache Schießpulver, genannt Rottweiler chemisches Pulver, einer Erfindung Duttenhofers. 1887 führte Preußen das aus Nitrocellulose bestehende Pulver ein. Es verbrannte rauchlos und fast ohne Rückstand und verdrängte das Schwarzpulver in kürzester Zeit. 1890 beschäftigte das Unternehmen 854 Arbeiter, produzierte 6000 Tonnen Pulver und erreichte eine Bilanzsumme von 31 Millionen Mark. Den Höhepunkt seines wirtschaftlichen Erfolges erreichte das Unternehmen nach dem Tode Duttenhofers: 1917 beschäftigte es 2226 Mitarbeiter.
Das Unternehmen erwarb mehrere Beteiligungen an anderen Rüstungsunternehmen und gründete Zweigniederlassungen, so etwa die Pulverfabrik Düneberg bei Geesthacht. Wegen der Nähe der neuen Niederlassung zu Hamburg firmierte das Unternehmen zeitweise als Pulverfabrik Rottweil-Hamburg. 1890 fusionierte es mit anderen zur Vereinigte Köln-Rottweiler Pulverfabriken AG (ab 1919 Köln-Rottweil AG), später, unter anderem mit Mauser, zur Deutsche Waffen- und Munitionsfabriken AG.
Bereits vor Beginn des Ersten Weltkrieges wurden die Fabriken in Düneberg und Rottweil umfassend erweitert und auf „größte Anforderungen“ in der Leistungsfähigkeit vorbereitet. Im Krieg stellten die Köln-Rottweiler Pulverfabriken mindestens 75 % des gesamten deutschen Pulverbedarfs her.
Nach dem Ersten Weltkrieg wurde das Gelände bis 1994 auch zur Textilproduktion verwendet, unter anderem wurde ab 1919 Kunstseide-Viskose hergestellt. 1923 wurde die Deutsche Celluloid-Fabrik in Eilenburg übernommen. Mit der Eingliederung der Köln-Rottweil AG in die I.G. Farben im Jahr 1926 nahm das Werk die Pulverproduktion wieder auf.
Da die Kunstseidenproduktion im Zweiten Weltkrieg für die Fallschirmherstellung der Wehrmacht kriegswichtig war, wurden im Kernbereich der Anlage weitere Bauten errichtet, etwa die Spulerei (Kunstseidefabrik) 1938 oder das nie vollständig fertiggestellte, voluminöse Gebäude der Zwirnerei von 1941 bis 1942. In der Kriegsproduktion wurden ab 1942 zunehmend Fremd- und Zwangsarbeiter sowie Kriegsgefangene eingesetzt. Verantwortliche Vorstände der Köln-Rottweil AG waren Ernst Wodicka (1935–1945), Ernst W. Ohlerich (1935–1942) und Jacob Herle (1942–1945). Nach Kriegsende wurden die Teile des Werkes demontiert, die für die Rüstungsindustrie Bedeutung hatten.
In den 1930er-Jahren gehörten damit 140 Gebäude zu dem Industriekomplex, der noch heute erhalten ist und als Ensemble unter Denkmalschutz steht. Zu dem Komplex gehört auch das ehemalige Kraftwerk Rottweil. Einige der Gebäude wurden von namhaften Architekten wie Paul Bonatz, Albert Staiger, Heinrich Henes oder dem Magdeburger Architekten Paul Schaeffer-Heyrothsberge (Zwirnerei) errichtet, der zwischen 1937 und 1940 auch die Werkssiedlung Auf der Brücke errichtet hatte.
Auf dem Gelände befinden sich 40 Kulturdenkmäler. Seit 1993 wird das Areal schrittweise umgenutzt und der Komplex vor dem Verfall bewahrt. „1999 wurde die gelungene Umnutzung des ehemaligen Badhauses als Restaurant und Theaterstätte mit dem Denkmalschutzpreis belohnt“. 2008 kam ein weiterer Denkmalschutzpreis hinzu.
Unter verschiedenen Marken („Rottweil“, „schwarze Waidmannsheil“) der ehemaligen Pulverfabrik Rottweil lässt das Schweizer Rüstungs-Unternehmen RUAG Ammotec noch heute Patronen in Fürth-Stadeln herstellen.
Das Pumpenhaus der ehemaligen Pulverfabrik wurde im April 2013 von der Denkmalstiftung Baden-Württemberg als „Denkmal des Monats“ ausgezeichnet, im Juni 2018 die Mechanische Werkstatt.

## Bilder

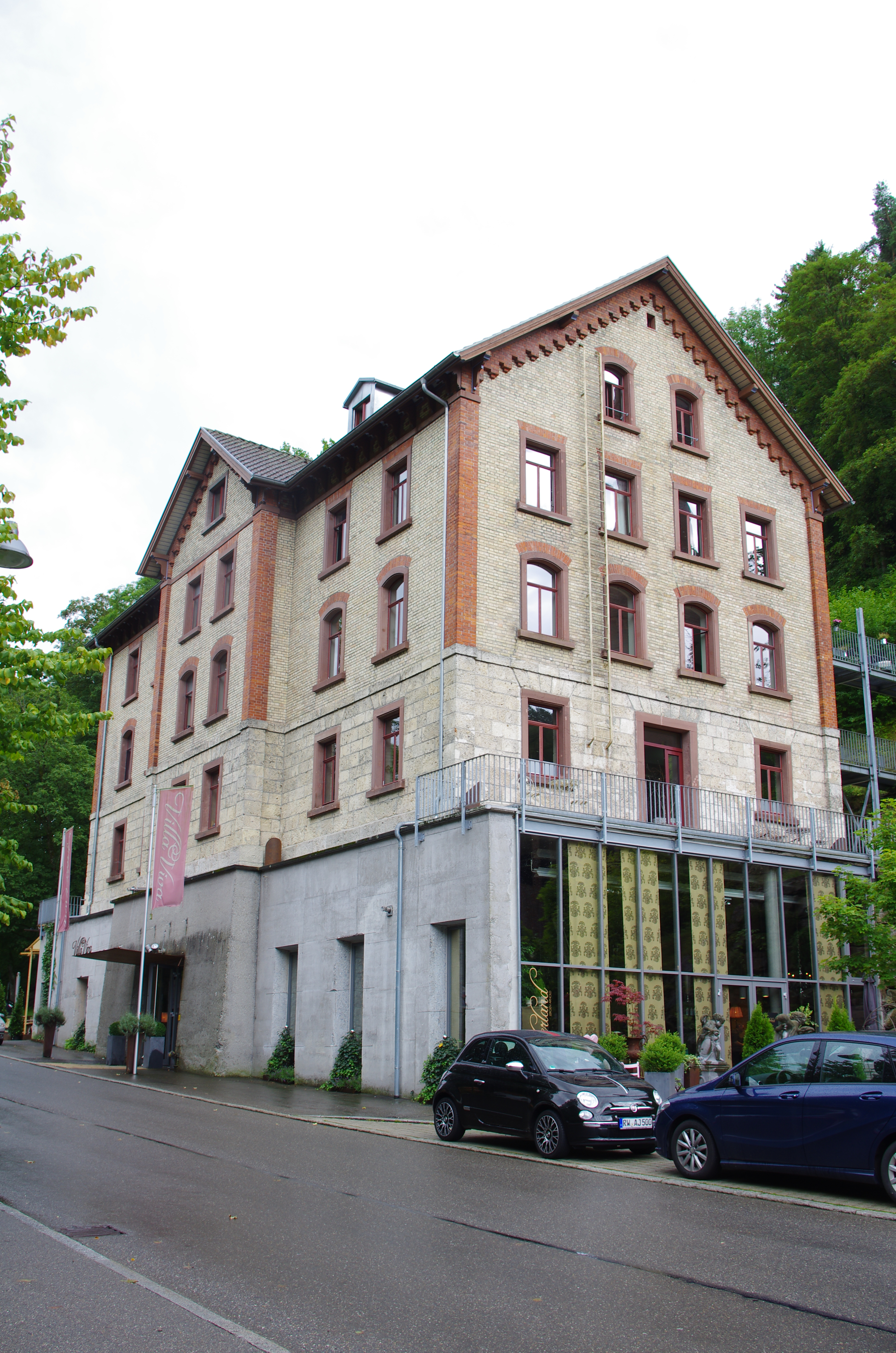
Inspektorenhaus
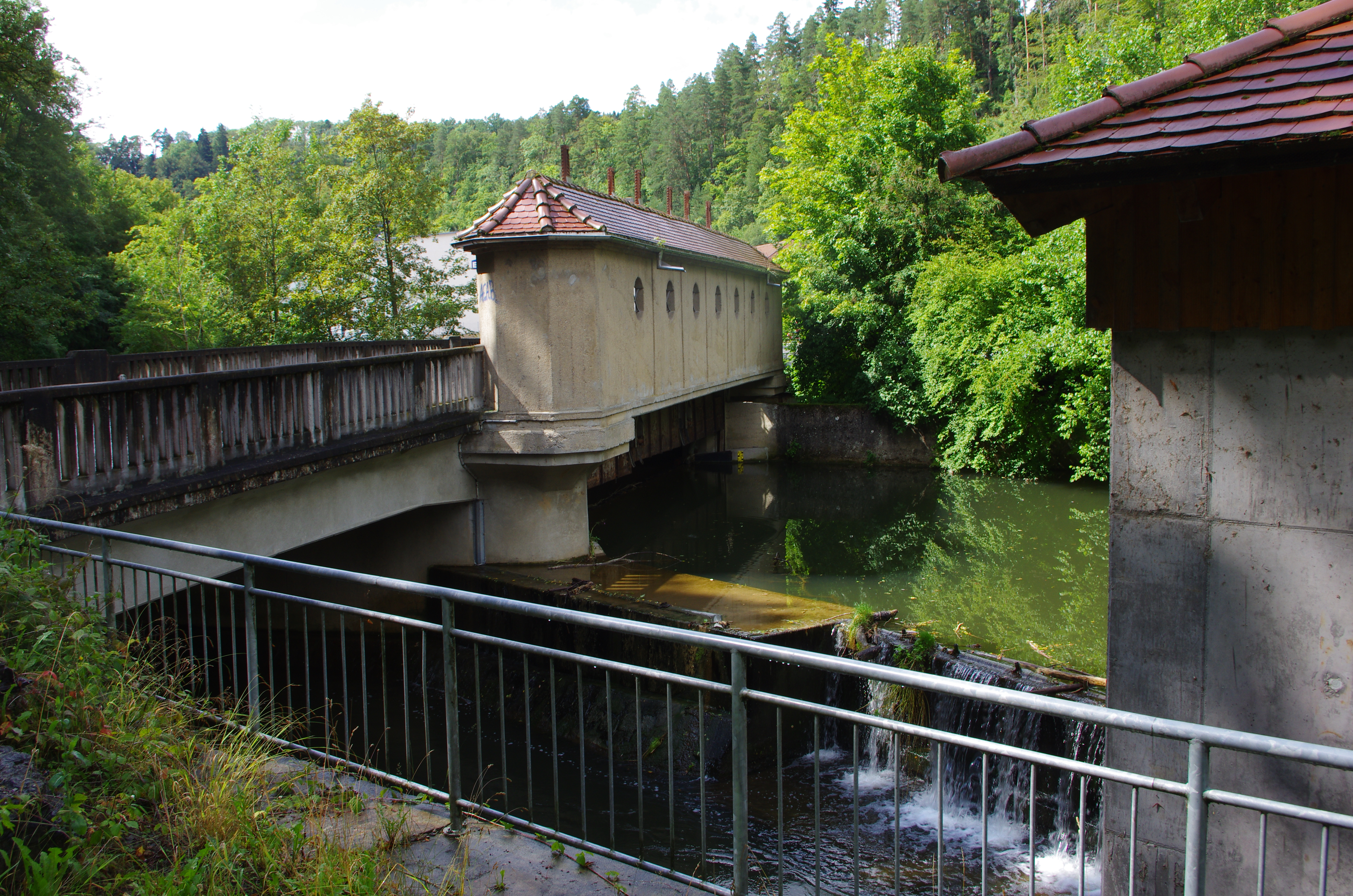
Staustufe mit Wasserkraftwerk
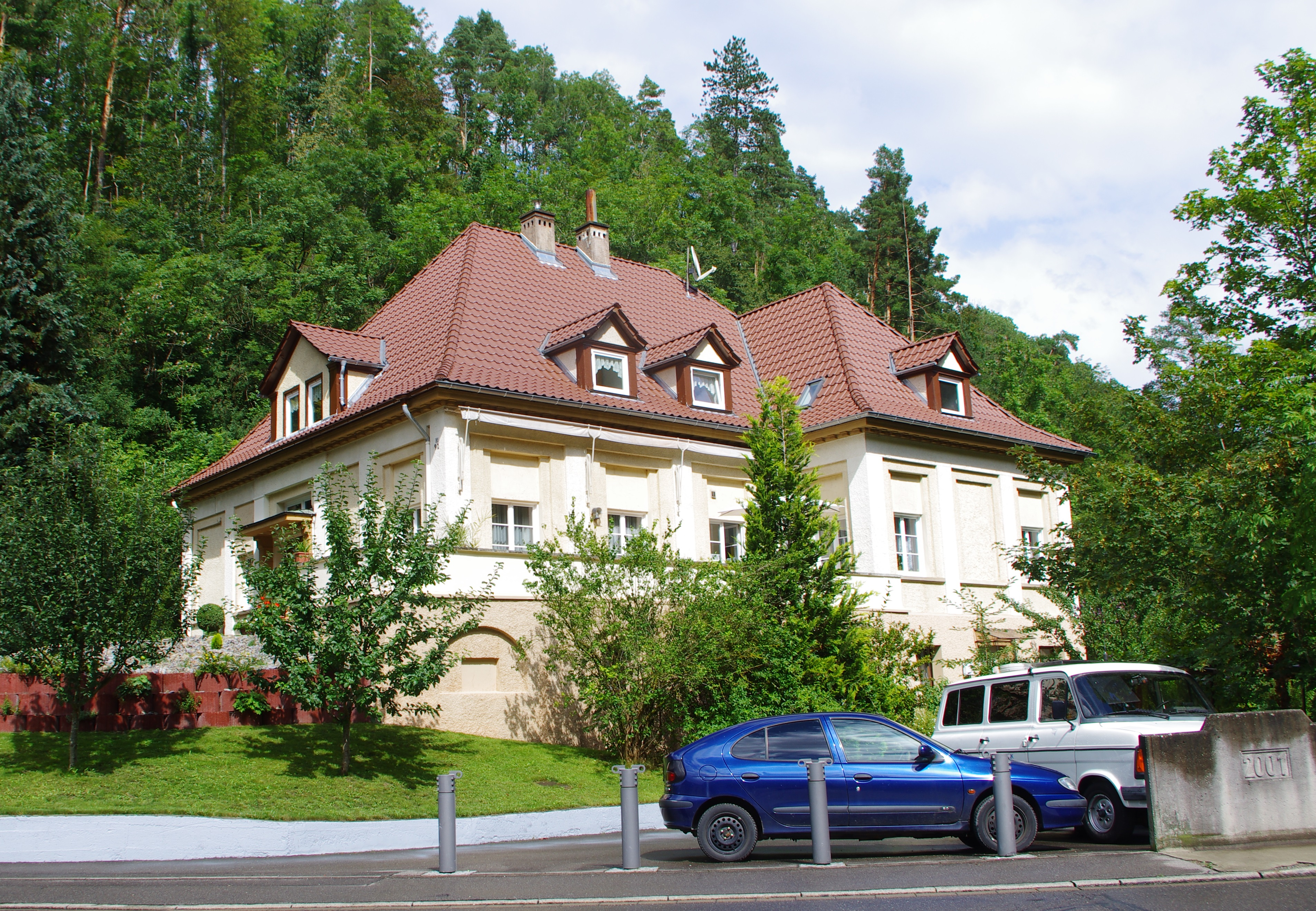
Beamtenkasino
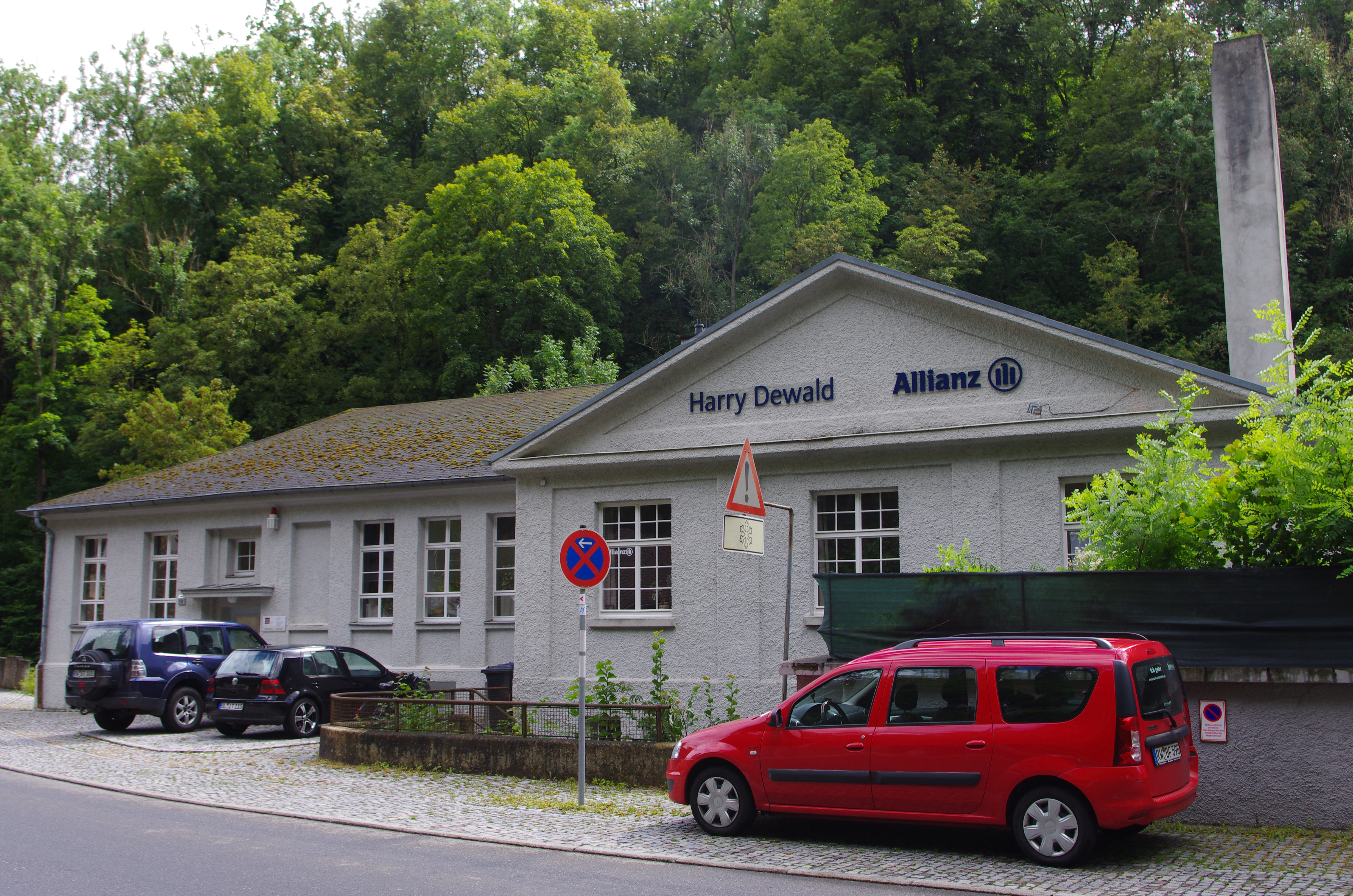
Untere Mühle
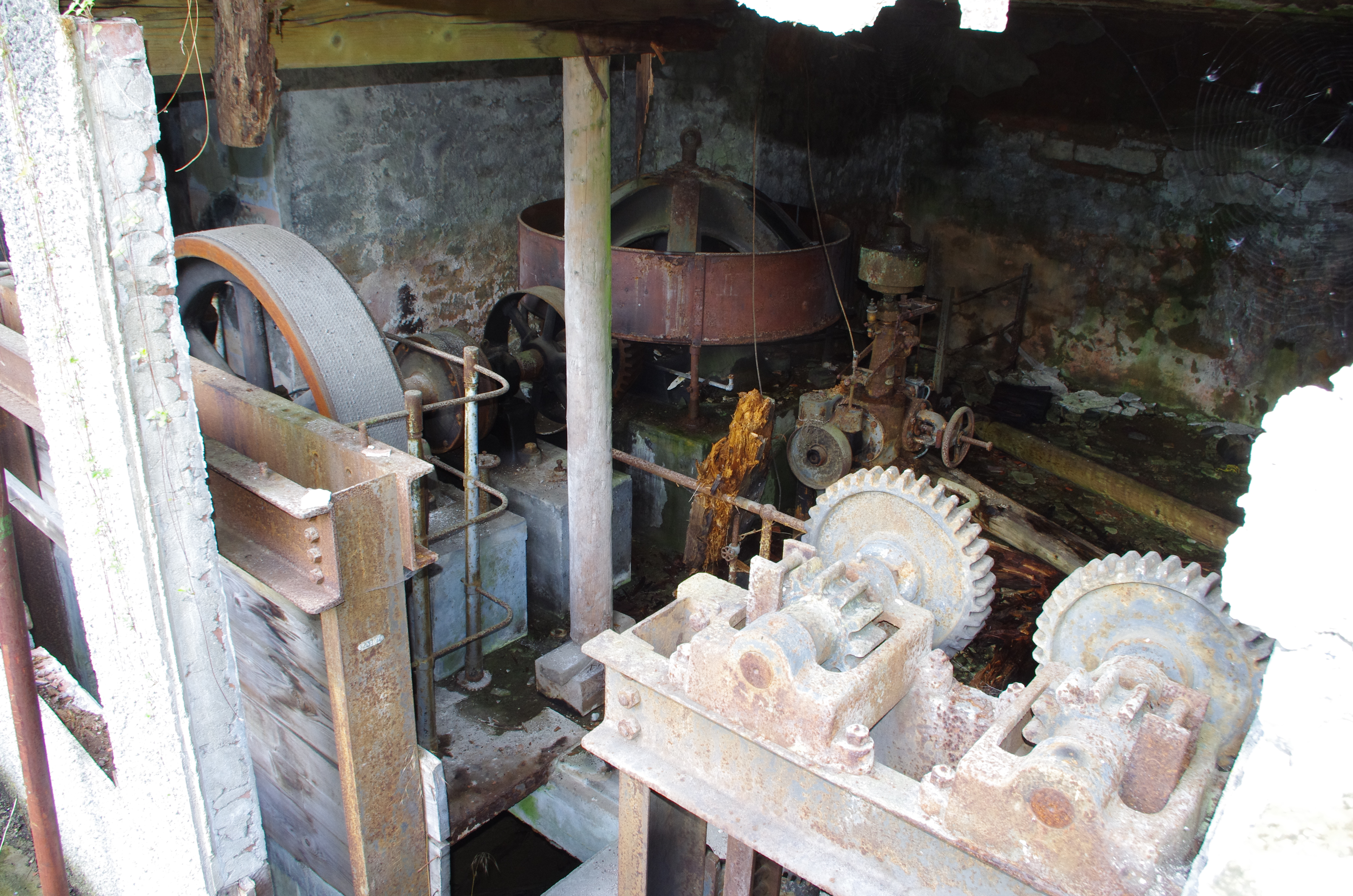
Reste einer Wasserturbine
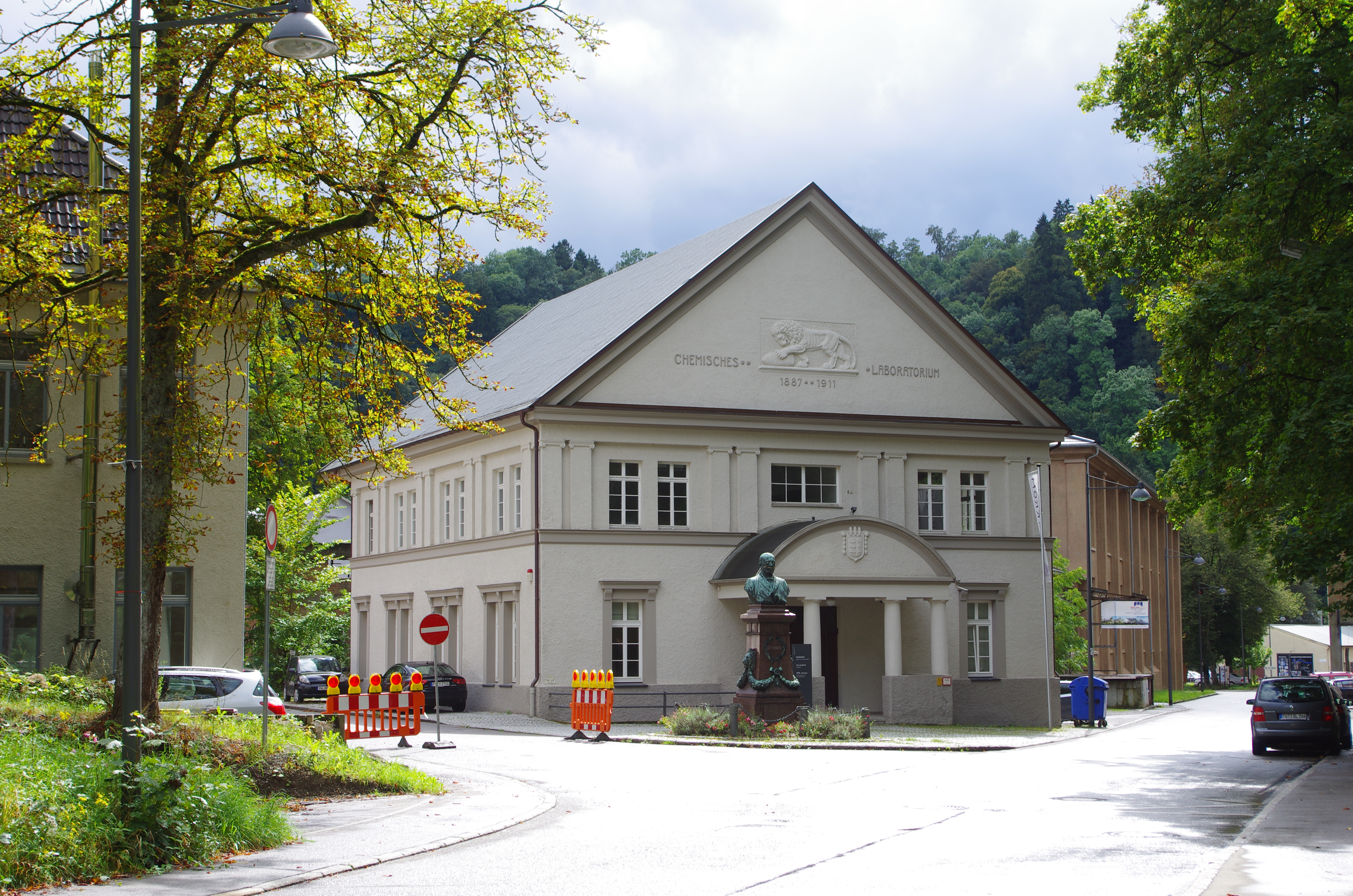
Chemisches Laboratorium
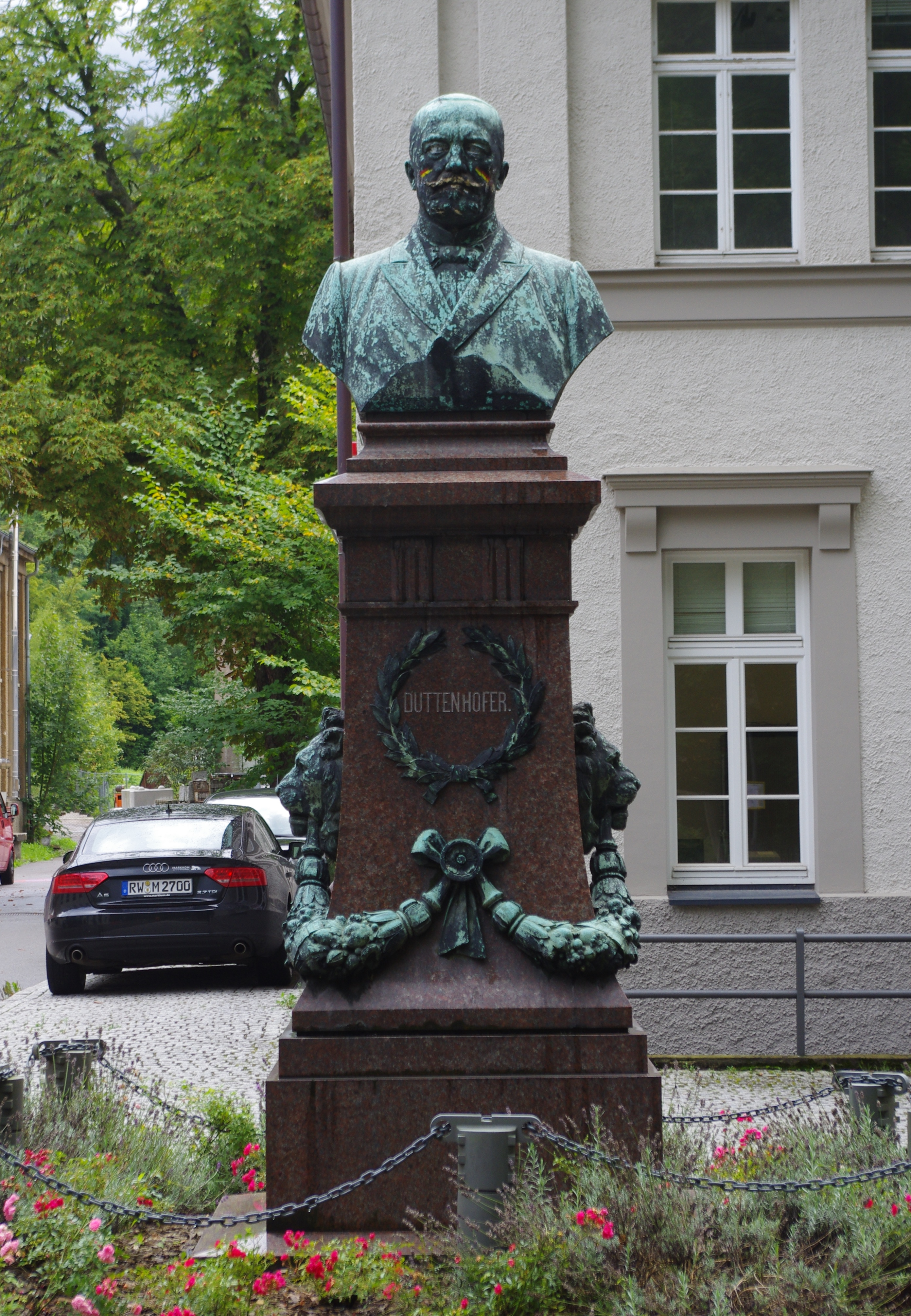
Denkmal für Max Duttenhofer
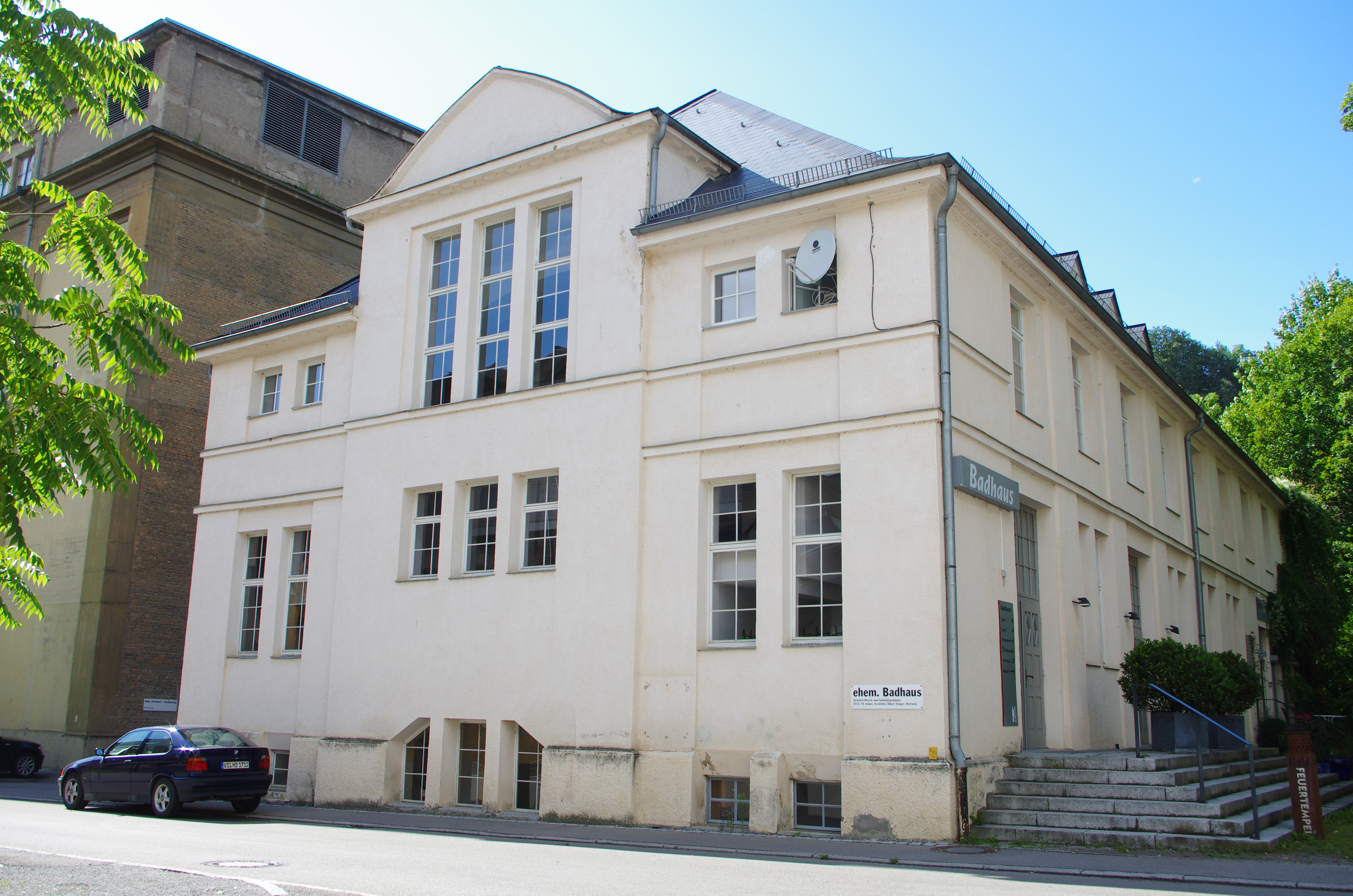
Badhaus
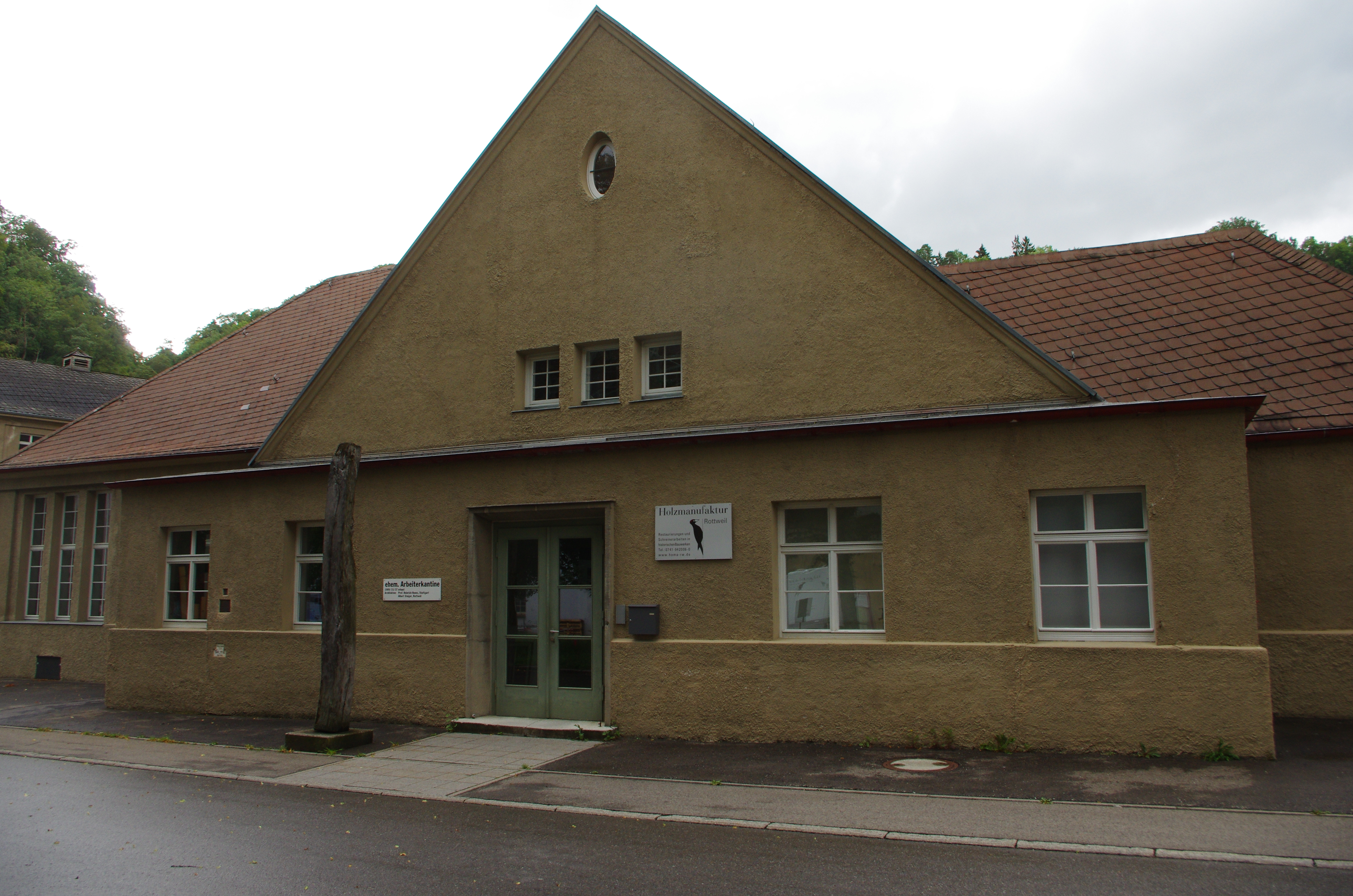
Arbeiterkantine
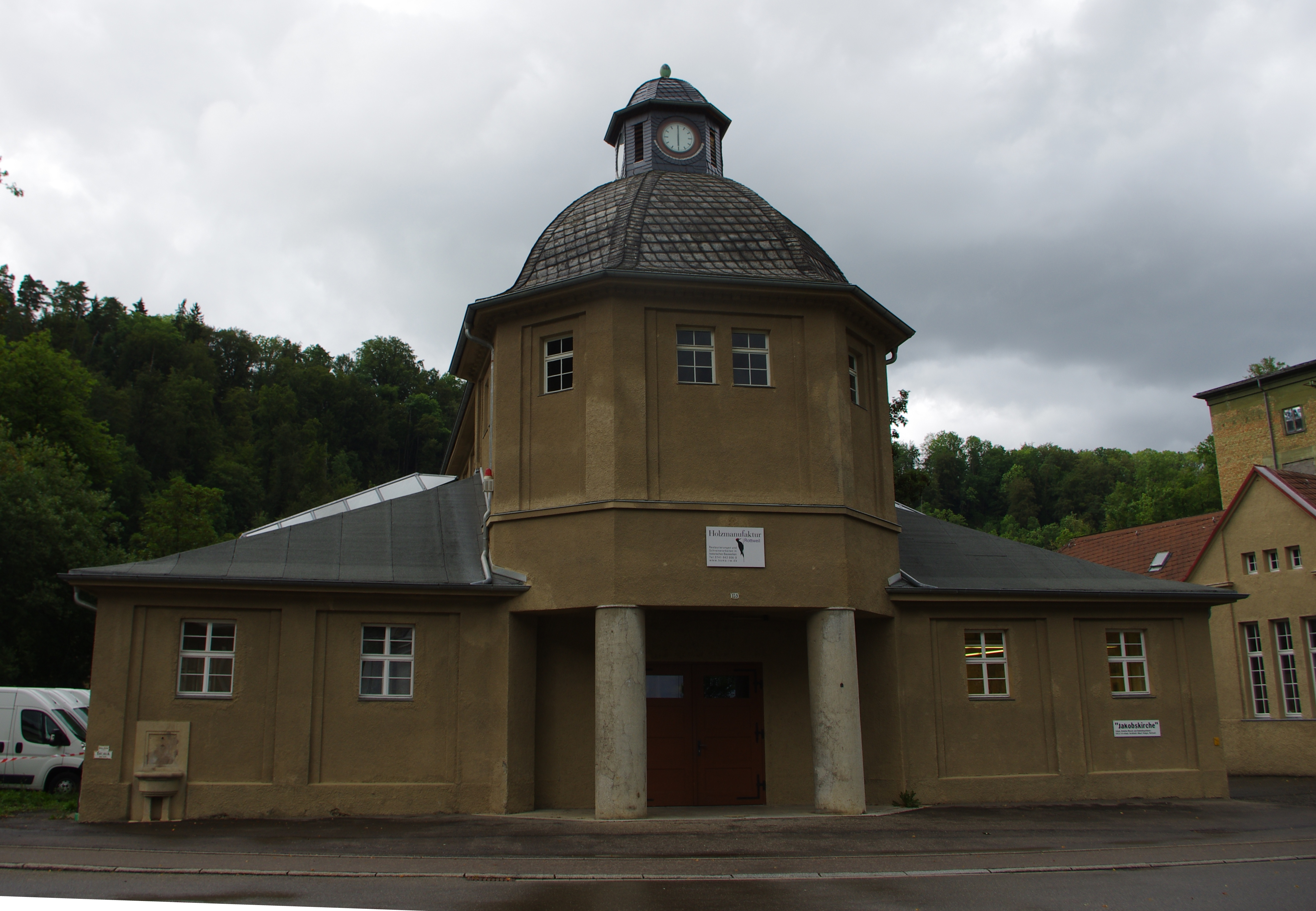
Arbeiterumkleide, sog. Jakobskirche
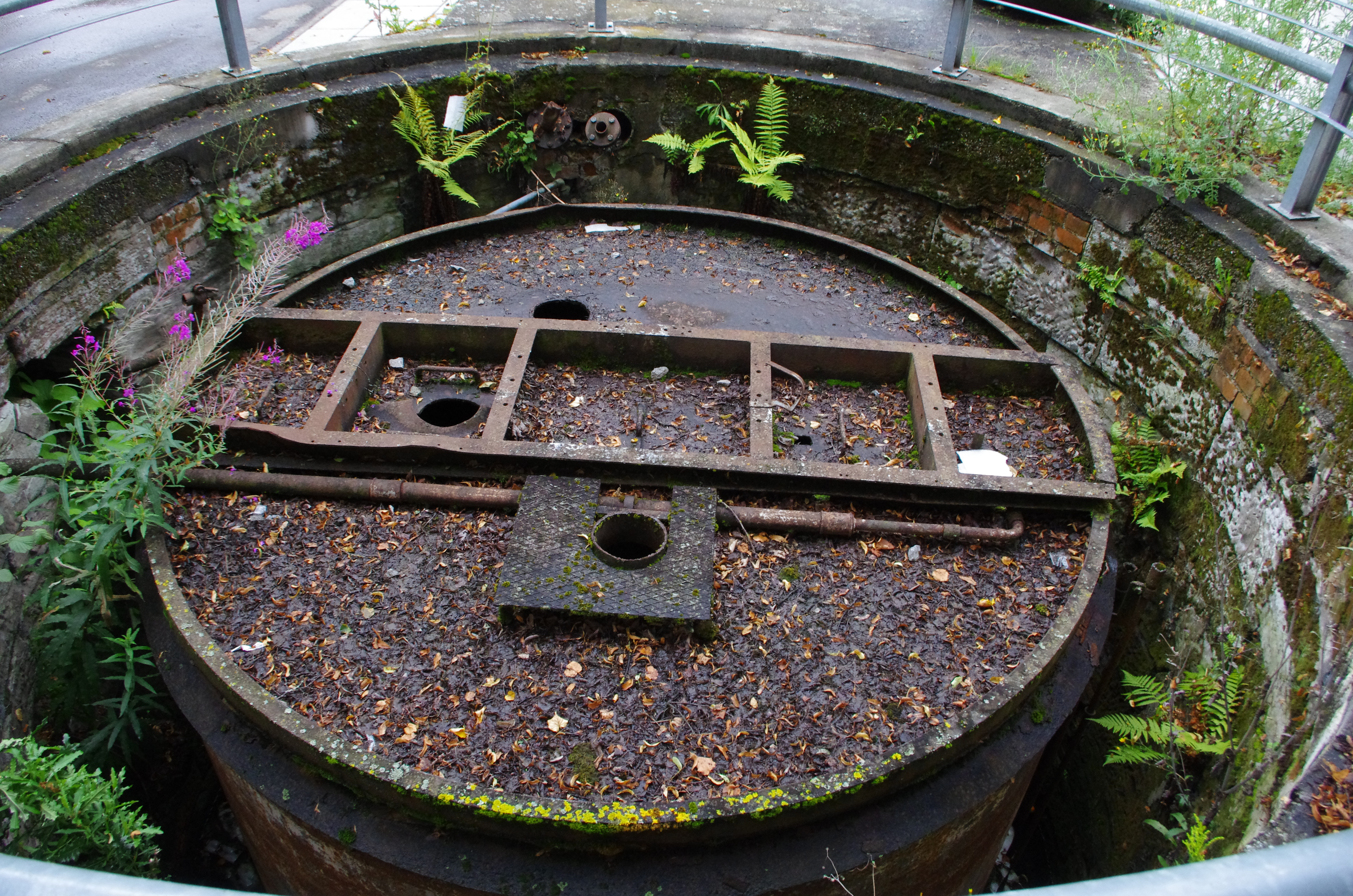
Pulsometer
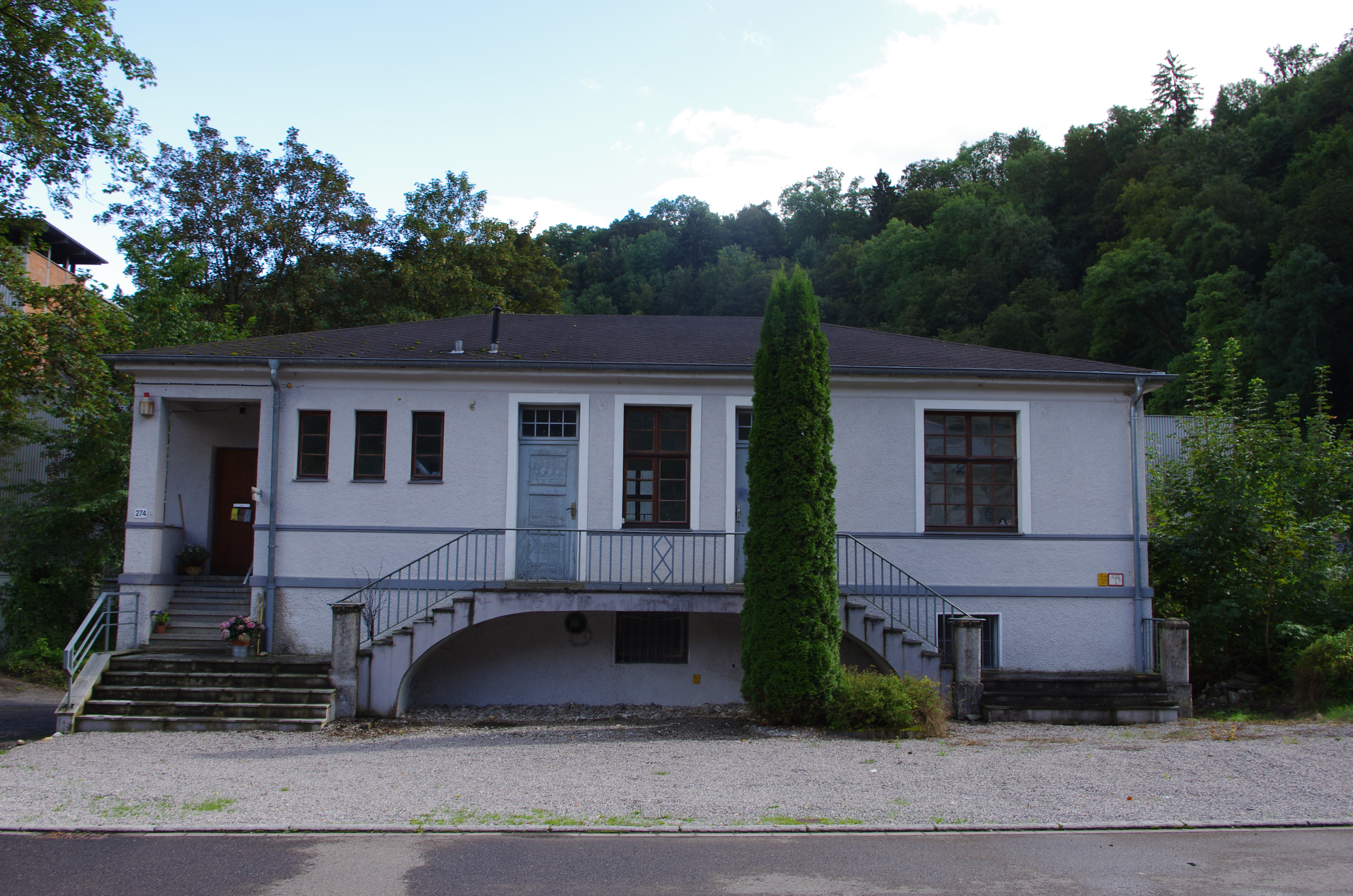
Büro und Elektrowagenhalle
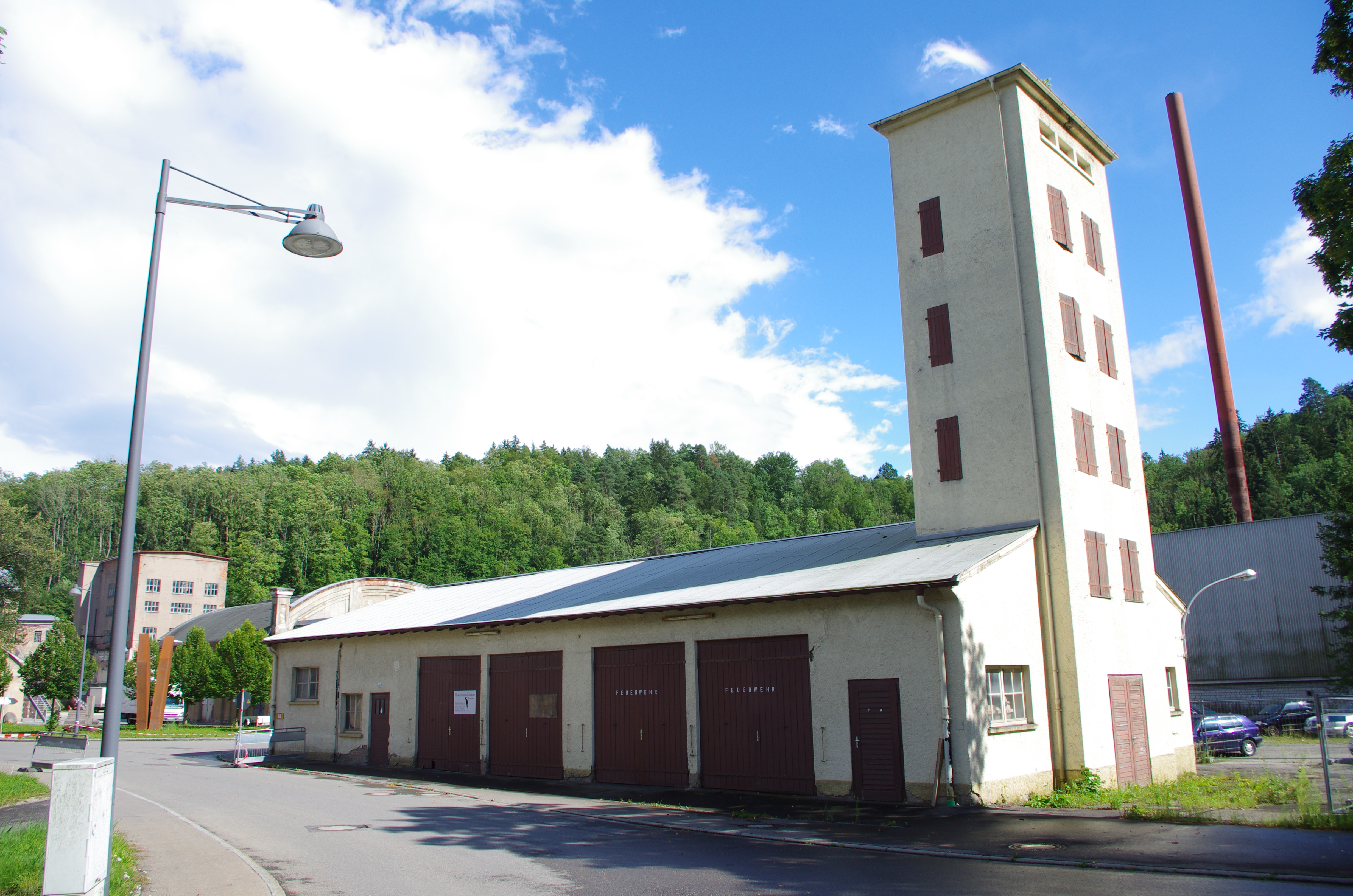
Feuerwache
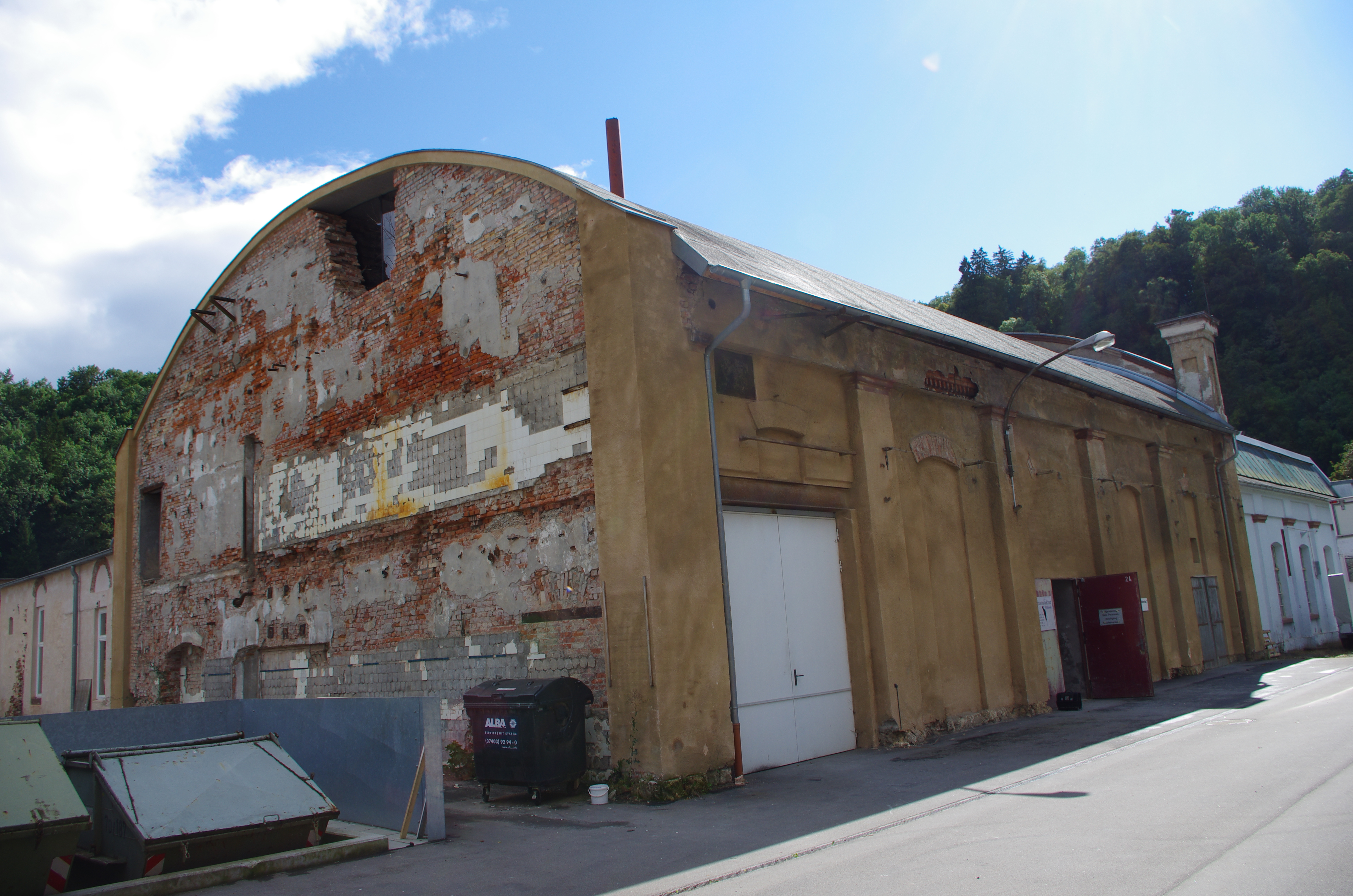
Rest des sog. Holländerbaues
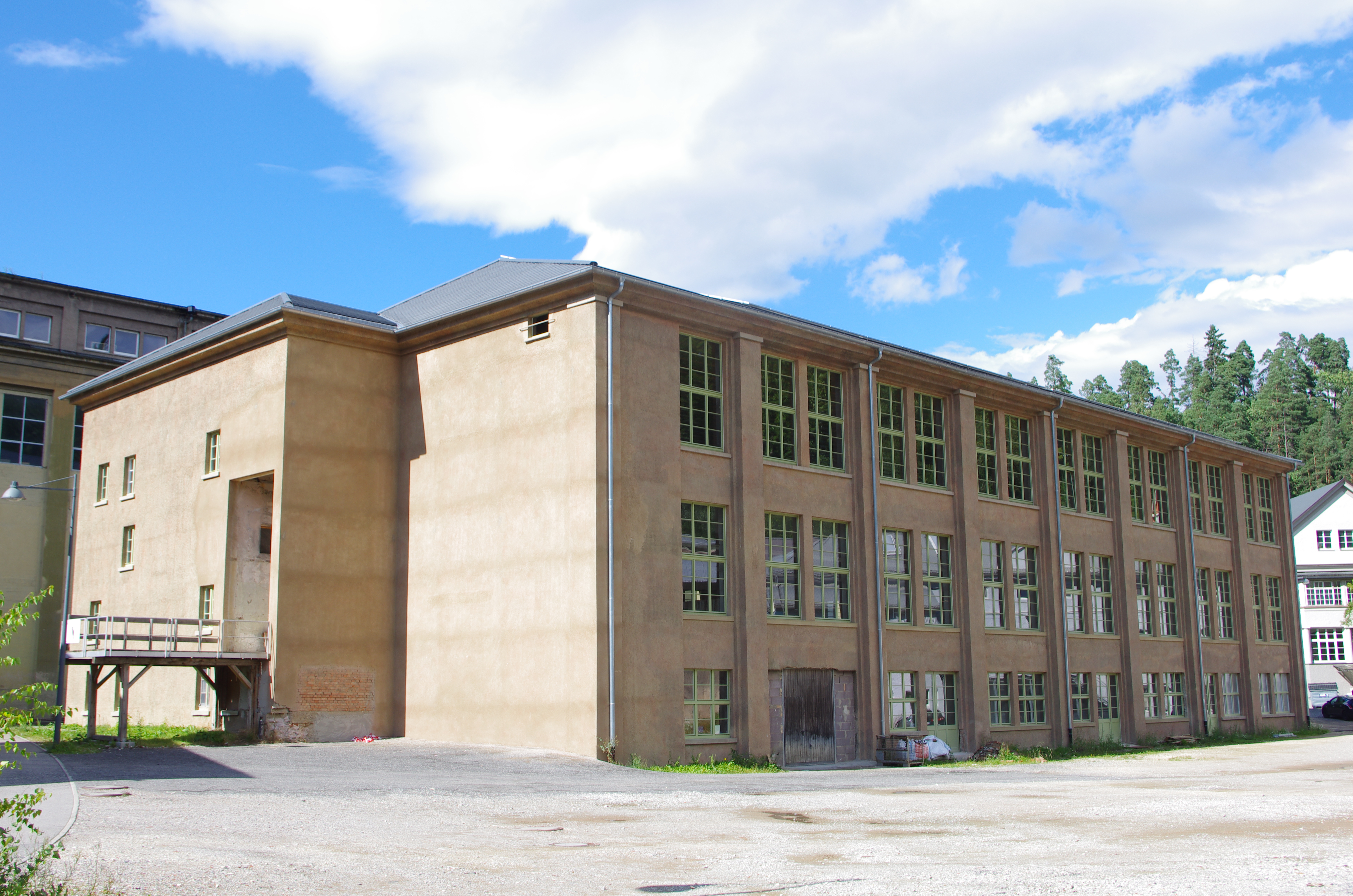
Kunstseidenfabrik
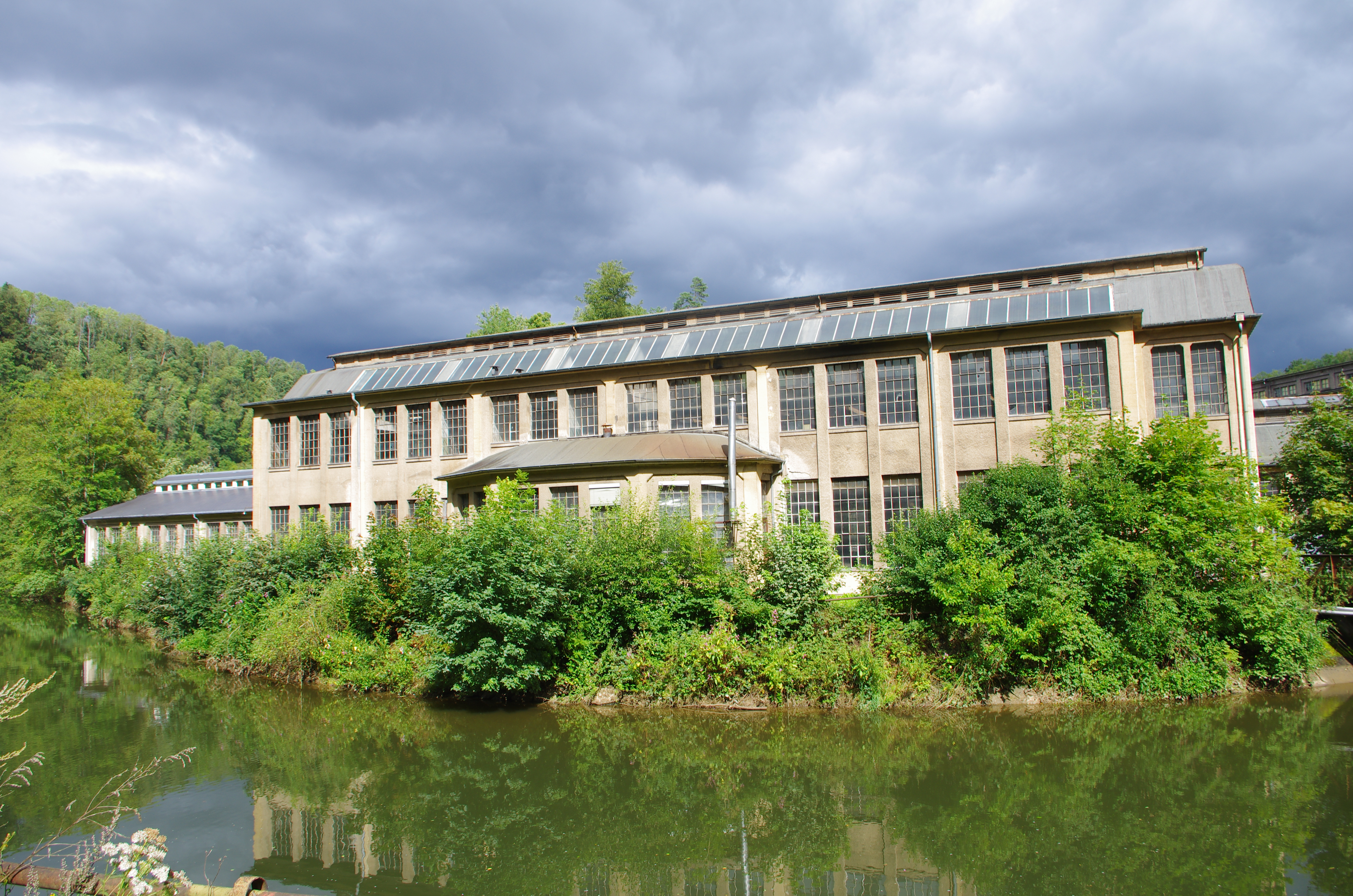
Werkstättengebäude
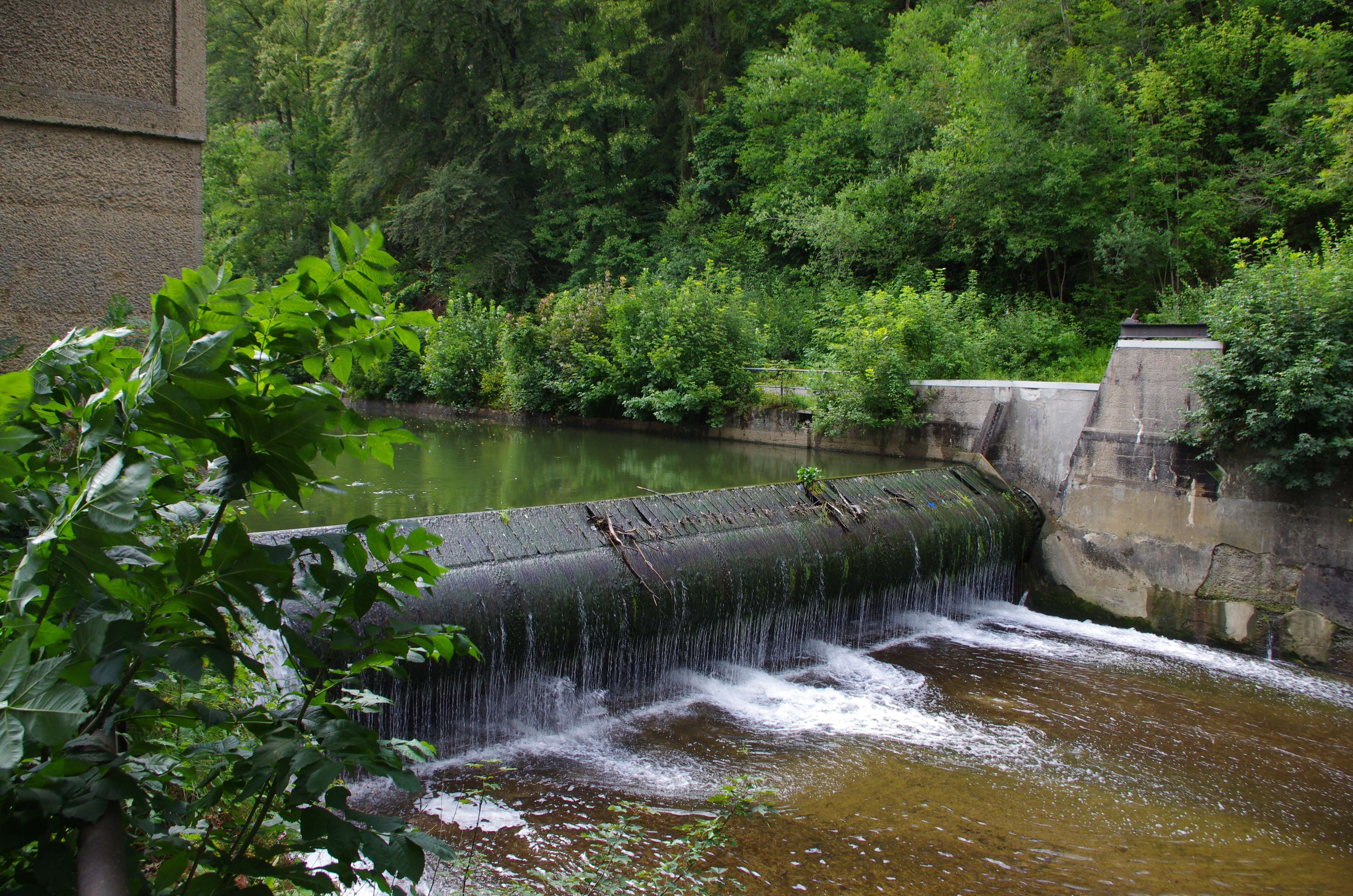
Staustufe mit Walzenwehr